# 地震PML
地震PML（じしんPML）とは、地震による予想最大損失額（PML = Probable Maximum Loss）のこと。
定義は、建物の使用期間中で予想される最大規模の地震（再現期間475年相当 = 50年間で10 %を超える確率）に対して予想される最大の物的損失額（90 %非超過確率という）の、再調達費に対する割合をいう。ただし、これは広く使用されている定義ではなく、今のところ、地震PMLに統一された明確な定義は無い。

## 歴史
PMLという概念は、もともと火災保険の保険料などを考える資料としてアメリカで生まれた。地震や火災以外の各種損害にも同じ概念が存在する。
地震の分野にPMLの概念が入ってきたころは、最も大きな被害をもたらす揺れを想定して耐震設計に役立てるというものだった。1960年代後半に入り、地震の発生確率を加味した算出方法の開発が始まり、1970年代には確率論的な被害算出方法の開発が始まった。1980年代には保険の分野に地震PMLの概念が入り、最大想定地震（再現期間475年の地震、MCE = Maximum Credible Earthquake）が定義された。
現在、日本の保険業界では、企業が関わるものやリスク管理などにおいて広く利用されている。建設業界では、不動産の証券化に際して、不動産の将来収益の予測を考える指標として、不動産業で多用されている。投資リスクを小さくするために、この地震PMLの値が一定以上の場合には地震保険を付保することや、投資対象から除外するなどの投資基準が設けられていることが多い。
不動産投資判断には重要な位置を占めているものであるが、一方で、この地震PMLの計算方法は各社独自のものが開発され、標準的な算定方法がないことが一部で問題となっている。

## 具体例
現時点で新築すると100億円かかる建物があったと仮定すると、その建物の存在する地点に対して予想される最大規模の地震が起きたときにその建物の補修に必要な費用が最大10億円かかると予想されるときには、その建物の地震PMLは10 %（最大損失額10億円 ÷ 100億円）となる。

## 計算方法
建築物の築年、構造、用途を設計図書と実地調査により調べ、また過去起きた地震の震度、震源の深さ、地盤、断層の位置を調査した上で独自の計算方法に基づき算出する。不動産購入に必須な調査とされることもあることから、ゼネコンや大手設計事務所が数十万円 - 数百万円で行うことが多い。
一方で、GIS技術の進歩により、簡易ではあるものの地図上で場所を指定し、簡単な建物属性を入力するだけで即座に地震PML値の算定を行い、数千円でレポートまで作成してくれるWebサービスもある。

## 地震PMLレポートの形式
通常はエンジニアリングレポート（建物診断レポート）に包含される形で地震PMLレポートが提出されることが多く、特に統一されたものはないが、下記の構成となっていることが多い。
- 所在、建物の概要
- 算出PML値
- 周辺で起きた過去の地震とその地点で予想される最大震度
- 周辺の地盤の状況
- 周辺の断層、活断層の状況
- その他（付属資料など）

## 地震PML算出専門Webサービス
- マザーズDD Due Diligence Data Bank